# Mike Hailwood
Mike Hailwood (1940. április 2. –1981. március 23.) brit motorversenyző, majd Formula–1-es pilóta, a MotoGP világbajnokság történetének egyik legsikeresebb pilótája.

## Pályafutása
Miután az Augusta csapattal sikert sikerre halmozott, visszament a Honda istállóhoz, és nyert újabb négy világbajnoki címet. 1967-ben nagy riválisát, Giacomo Agostinit legyőzve 12. alkalommal is diadalmaskodott a Isle of Man TT-én. A következő években kezdett el az autóversenyzéssel is foglalkozni, igaz korábban 1963-ban, és 1965-ben már indult Formula–1-es versenyeken. Az 1969-es Le Mans-i 24 órás autóversenyen harmadik lett. 1971-ben visszatért a motorok világához, és bár az ottani sikereit nem tudta megismételni, 50 Formula–1-es futamon is rajthoz állt, többek közt a Lotus F1 és a McLaren színeiben.

## Halála
Visszavonulása után, 1979-ben Hailwood létrehozott egy motorkereskedést Birminghamban. 1981 március 21-én egy elé szabálytalanul kiforduló kamionnal karambolozott, és két nap múlva a kórházban belehalt sérüléseibe. Egyszer azt nyilatkozta, hogy egy jósnő megjövendölte neki, hogy nem él 40 évnél többet, és hogy halálát egy kamion okozza.

## Fordítás
- Ez a szócikk részben vagy egészben  a   Mike Hailwood című angol Wikipédia-szócikk fordításán alapul.  Az eredeti cikk szerkesztőit annak laptörténete sorolja fel. Ez a jelzés csupán a megfogalmazás eredetét és a szerzői jogokat jelzi, nem szolgál a cikkben szereplő információk forrásmegjelöléseként.